# Лозовик (Јагодина)
Лозовик је насељено место града Јагодине у Поморавском округу. Према попису из 2022. има 226 становника (према попису из 2011. било је 282 становника).
Овде се налазе Запис орах у порти (Лозовик), Запис Филиповића крушка (Лозовик) и Запис Томића крушка (Лозовик).

## Историја
До Другог српског устанка Лозовик се налазио у саставу Османског царства. Након Другог српског устанка Лозовик улази у састав Кнежевине Србије и административно је припадао Јагодинској нахији и Левачкој кнежини све до 1834. године када је Србија подељена на сердарства.

## Демографија
У насељу Лозовик живи 299 пунолетних становника, а просечна старост становништва износи 52,8 година (49,7 код мушкараца и 56,0 код жена). У насељу има 126 домаћинстава, а просечан број чланова по домаћинству је 2,60.
Ово насеље је великим делом насељено Србима (према попису из 2002. године), а у последња три пописа, примећен је пад у броју становника.
|  |

| Демографија | Демографија | Демографија |
| Година      | Становника  | Становника  |
| ----------- | ----------- | ----------- |
| 1948.       | 772         |             |
| 1953.       | 815         |             |
| 1961.       | 744         |             |
| 1971.       | 629         |             |
| 1981.       | 536         |             |
| 1991.       | 443         | 432         |
| 2002.       | 328         | 340         |
| 2011.       | 282         |             |
| 2022.       | 226         |             |

| Етнички састав према попису из 2002.‍ | Етнички састав према попису из 2002.‍ | Етнички састав према попису из 2002.‍ | Етнички састав према попису из 2002.‍ | Етнички састав према попису из 2002.‍ |
| ------------------------------------ | ------------------------------------ | ------------------------------------ | ------------------------------------ | ------------------------------------ |
|                                      |                                      |                                      |                                      |                                      |
| Срби                                 | Срби                                 |                                      | 326                                  | 99,39%                               |
| Бугари                               | Бугари                               |                                      | 1                                    | 0,30%                                |
| непознато                            | непознато                            |                                      | 1                                    | 0,30%                                |

| Лозовик у пописима Јагодинске нахије — од 1818. до 1829.                          |       |       |       |       |       |       |          |       |       |       |       |       |
| Година пописа                                                                     | 1818. | 1819. | 1820. | 1821. | 1822. | 1823. | 1824/25. | 1825. | 1826. | 1827. | 1828. | 1829. |
| Куће                                                                              | 15    | 15    | 14    | 16    | 16    | 16    | 17       | 17    | 20    | 19    | 20    | 20    |
| Пореске главе*                                                                    | -     | 17    | 17    | 18    | 18    | 20    | 24       | 22    | 22    | 21    | 22    | 22    |
| Арачке главе**                                                                    | 37    | 38    | 36    | 37    | 37    | 38    | 44       | 44    | 47    | 47    | 47    | 48    |
| *Пореске главе = Ожењени мушкарци \| ** Арачке главе = Мушкарци од 7 до 70 година |       |       |       |       |       |       |          |       |       |       |       |       |

| Година пописа     | 1948. | 1953. | 1961. | 1971. | 1981. | 1991. | 2002. |
| ----------------- | ----- | ----- | ----- | ----- | ----- | ----- | ----- |
| Број домаћинстава | 149   | 154   | 155   | 144   | 142   | 143   | 126   |

| Број чланова      | 1  | 2  | 3  | 4  | 5  | 6 | 7 | 8 | 9 | 10 и више | Просек |
| ----------------- | -- | -- | -- | -- | -- | - | - | - | - | --------- | ------ |
| Број домаћинстава | 32 | 42 | 19 | 17 | 10 | 5 | 1 | 0 | 0 | 0         | 2,60   |

| Пол    | Укупно | Неожењен/Неудата | Ожењен/Удата | Удовац/Удовица | Разведен/Разведена | Непознато |
| ------ | ------ | ---------------- | ------------ | -------------- | ------------------ | --------- |
| Мушки  | 152    | 33               | 101          | 14             | 4                  | 0         |
| Женски | 157    | 11               | 101          | 41             | 4                  | 0         |
| УКУПНО | 309    | 44               | 202          | 55             | 8                  | 0         |

| Пол    | Укупно                    | Пољопривреда, лов и шумарство | Рибарство                            | Вађење руде и камена | Прерађивачка индустрија       |
| ------ | ------------------------- | ----------------------------- | ------------------------------------ | -------------------- | ----------------------------- |
| Мушки  | 86                        | 44                            | 0                                    | 0                    | 27                            |
| Женски | 48                        | 37                            | 0                                    | 0                    | 5                             |
| УКУПНО | 134                       | 81                            | 0                                    | 0                    | 32                            |
| Пол    | Производња и снабдевање   | Грађевинарство                | Трговина                             | Хотели и ресторани   | Саобраћај, складиштење и везе |
| Мушки  | 2                         | 7                             | 1                                    | 0                    | 2                             |
| Женски | 0                         | 1                             | 2                                    | 0                    | 0                             |
| УКУПНО | 2                         | 8                             | 3                                    | 0                    | 2                             |
| Пол    | Финансијско посредовање   | Некретнине                    | Државна управа и одбрана             | Образовање           | Здравствени и социјални рад   |
| Мушки  | 0                         | 0                             | 2                                    | 0                    | 0                             |
| Женски | 0                         | 1                             | 0                                    | 2                    | 0                             |
| УКУПНО | 0                         | 1                             | 2                                    | 2                    | 0                             |
| Пол    | Остале услужне активности | Приватна домаћинства          | Екстериторијалне организације и тела | Непознато            | Непознато                     |
| Мушки  | 1                         | 0                             | 0                                    | 0                    | 0                             |
| Женски | 0                         | 0                             | 0                                    | 0                    | 0                             |
| УКУПНО | 1                         | 0                             | 0                                    | 0                    | 0                             |